# 石部郵便局
石部郵便局（いしべゆうびんきょく）は、滋賀県湖南市にある郵便局。民営化前の分類では無集配特定郵便局であった。

## 概要
住所：〒520-3107 滋賀県湖南市石部東2-1-1

## 沿革
- 1871年4月20日（明治4年3月1日） - 日本の近代郵便制度の創設とともに石部郵便取扱所として開設[1]。
- 1873年（明治6年）4月 - 石部郵便役所となる。
- 1875年（明治8年）1月1日 - 石部郵便局（四等）となる。
- 1885年（明治18年）6月10日 - 貯金取扱を開始。
- 1890年（明治23年）10月16日 - 為替取扱を開始。
- 1901年（明治34年）2月21日 - 石部郵便電信局となる。
- 1903年（明治36年）4月1日 - 通信官署官制の施行に伴い石部郵便局となる。
- 1963年（昭和38年）7月1日 - 国内欧文電報受付・配達および国際電報受付・配達の各業務を草津電報電話局に移管[2]。
- 1969年（昭和44年）7月11日 - 電話の加入および料金に関する簡易な事務を除く、電話交換業務を水口電報電話局に移管。
- 1975年（昭和50年）10月31日 - 電話の加入および料金に関する簡易な事務を水口電報電話局に移管。
- 1979年（昭和54年）8月27日 - 甲賀郡石部町石部から字 村崎(現・石部東)に移転。
- 1984年（昭和59年）6月1日 - 和文電報配達業務を水口電報電話局に移管。
- 2006年（平成18年）9月19日 - 集配業務を甲西郵便局に移管[3]。
- 2007年（平成19年）10月1日 - 民営化。
- 2012年（平成24年）10月1日 - 日本郵便株式会社発足。

## 取扱内容
- 郵便、印紙、ゆうパック、内容証明
- 貯金、為替、振替、振込、国際送金、国債
- 生命保険、バイク自賠責保険
- ゆうちょ銀行ATM

## 周辺
- 湖南市役所西庁舎
- 湖南市立石部図書館（2024年3月末廃止）[4]
- 平和堂石部店
- 湖南市立石部小学校
- 滋賀県道113号石部草津線
- 滋賀県道118号石部停車場線

## アクセス
- JR草津線 石部駅から南東へ約1.3km（徒歩約18分）
- 湖南市コミュニティバス 郵便局停留所下車
- 名神高速道路 栗東ICから東へ約6.5km
- 滋賀県道119号長寿寺本堂線沿い
- 駐車場あり：7台